# Marjata (1992)
Marjata je norská zpravodajská loď (SIGINT). Postavena byla jako náhrada stejnojmenné lodě sloužící v letech 1976-1995. Loď je specializována pro operace v Barentsově moři a v Arktidě. Provozuje ji norská zpravodajská služba Etterretningstjenesten. Pro dosažení velmi vysoké stability na rozbouřeném moři má trup neobvyklý tvar s úzkou přídí a velmi širokou zádí.

## Stavba

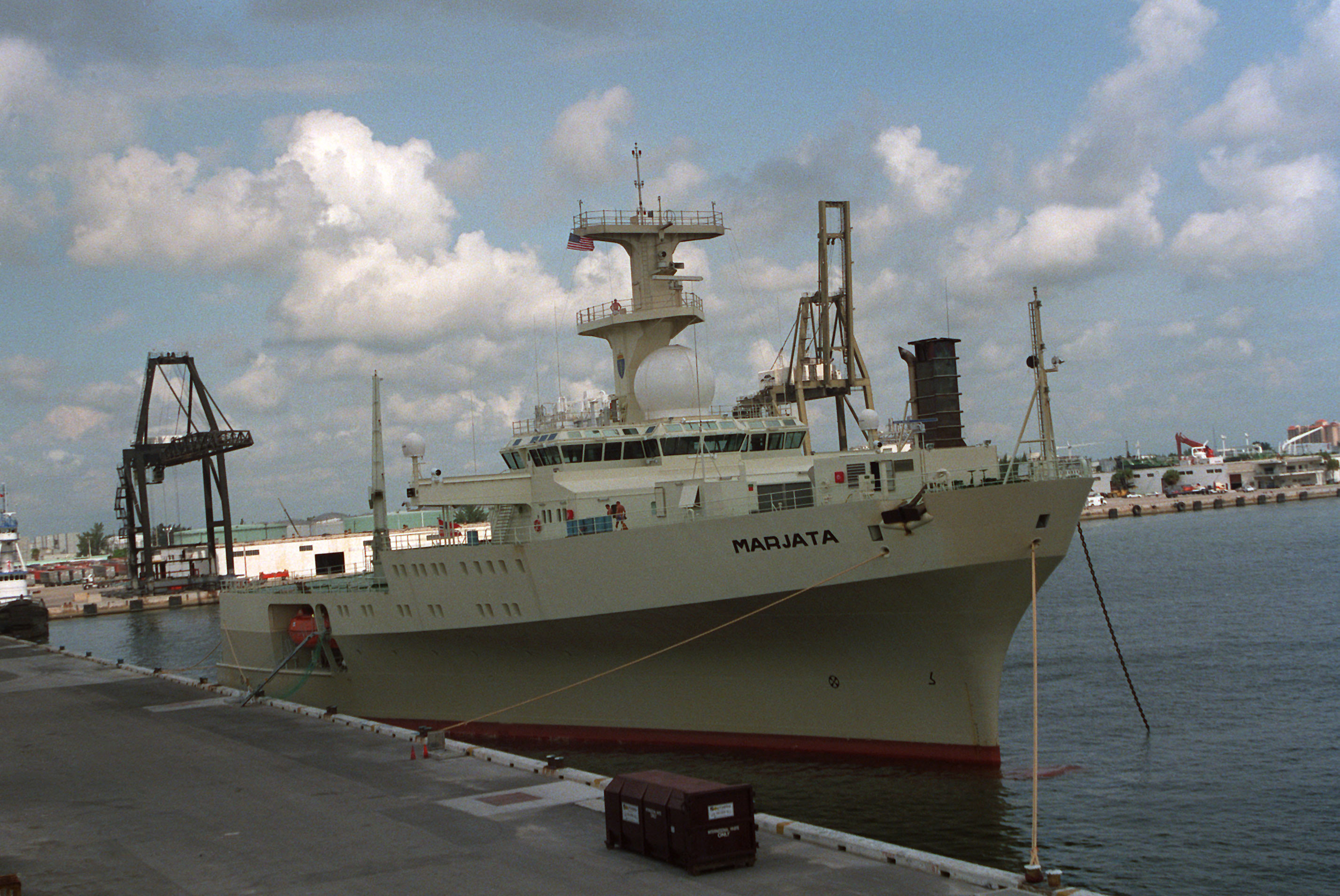
Marjata

Plavidlo postavila loděnice Vard Langsten na základě objednávky z roku 1991. Kýl byl založen roku 1992 a do služby loď vstoupila v roce 1995.

## Konstrukce
Posádku tvoří 14 námořníků a 31 zpravodajců. Plavidlo je vybaveno přistávací plochou pro vrtulník. Pohonný systém tvoří dva diesely a dvě plynové turbíny. Nejvyšší rychlost dosahuje 15 uzlů.

## Operační služba
V roce 2000 Marjata monitorovala cvičení ruského námořnictva, během kterého se po výbuchu potopila jaderná ponorka K-141 Kursk. Přístroje Marjaty přitom v půl jedenácté zachytily podvodní výbuchy, které zničení ponorky způsobily. Marjata monitorovala také pozdější záchranné práce a vyzvednutí zbytků ponorky.